# 앨리 워커
앨리 워커(Ally Walker, 1961년 8월 25일 ~ )는 미국의 배우이다.

## 출연 작품

### 드라마
- 프로파일러

### 영화
- 당신이 잠든 사이에
- 큰 도둑, 작은 도둑